# Aha (faraon)
Aha – władca starożytnego Egiptu z I dynastii.
Imiona: 
- Aha (czyli Wojownik lub Walczący, ewentualnie Walczący Sokół) jako imię horusowe
- Teti (na Liście Królów z Abydos)
- Iti (na Papirusie Turyńskim)
- Athotis (u Manetona)

Lata panowania:
- 3125–3100 p.n.e. (Grimal)
- 3000–2999 p.n.e. (Kwiatkowski)
- 3000–2980 p.n.e. (Schneider)
- 2972–2939 p.n.e. (Malek)

Władca często mylnie utożsamiany z Narmerem. Jego imię horusowe znane jest z licznych zabytków pochodzących z Abydos i Sakkara. 
Pochodził z Górnego Egiptu. Poślubił księżniczkę Neithotep. Wprawdzie była ona jego prawowitą małżonką, ale syna i następcę tronu, Dżera, miał z konkubiną Hent. Znane nam są również imiona innych synów króla: Rechit, Het, Saiset, Imaib. 
Wydarzenia przypadające na rządy Aha:
- wojny z Etiopami, Libijczykami i Nubijczykami
- budowa dwóch dużych zespołów świątynnych w Nagada i Sakkara
- budowa mastaby (53x26 m) w Nagada
- założenie nowej stolicy, nazwanej Biały Mur (późniejsze Memfis)[2]

Domniemany grób Aha znajduje się w Sakkarze, możliwe jednak, że spoczął w Abydos.
Jego drugą żoną była Berenib.

## Tytulatura
Nomen władcy brzmiał Teti wg zapisu Tablicy z Abydos bądź Iti wg Papirusu z Turynu: 
|          |   |
| \| \| \| |   |
|          |   |
| t · t    | i |

| t · t | i |

|          |   |
| \| \| \| |   |
|          |   |
| t · t    | i |

| t · t | i |

|          |        |
| \| \| \| |        |
|          |        |
| ti       | t · Z4 |

| ti | t · Z4 |

|          |        |
| \| \| \| |        |
|          |        |
| ti       | t · Z4 |

| ti | t · Z4 |

Jego imię horusowe czyta się jako Aha („Wojownik”):
| G5 | aHA |